# Marguerite Duras
Marguerite Germaine Marie Donnadieu, més coneguda com a Marguerite Duras, (Saigon, 4 d'abril de 1914 - París, 3 de març de 1996) fou una novel·lista, dramaturga, guionista i directora de cinema francesa.

## Biografia
Nascuda a Saigon (actualment, Ciutat Ho Chi Minh) el 4 d'abril de 1914, va passar la seva infància i adolescència amb la seva mare a la Indoxina francesa, experiència que la va marcar profundament i va inspirar moltes de les seves obres. Va canviar el seu cognom el 1943, pel d'una vila d'Òlt i Garona (Nova Aquitània), on hi havia casa seva. L'any 1932 tornà a França. Va estudiar dret, matemàtiques i ciències polítiques. Va treballar com a secretària al Ministeri de les Colònies de 1935 a 1941.
Es va casar el 1939 amb Robert Antelme. Va tenir un fill que va morir el 1942. Aquell mateix any, Duras va conèixer Dionys Mascolo, que acabà sent el seu amant. Durant la Segona Guerra Mundial, tots dos participaren en la Resistència francesa. El seu grup va caure després d'una emboscada, tot i que Duras va aconseguir escapar amb l'ajuda de François Mitterrand, però Robert Antelme va ser capturat i enviat a un camp de concentració l'1 de juny de 1944. Va militar al Partit Comunista Francès (PCF) del qual fou expulsada el 1955. Deu anys abans, l'any 1945, tot i el seu desig de divorciar-se, quan Robert tornà, en penoses condicions, del Camp de Dachau, ella restà amb ell per a tenir-ne cura, fet que relata a la seva novel·la La douleur (El dolor). Tanmateix, cal tenir certes reserves sobre la veracitat dels seus relats.Nota 1 Es divorcià l'any 1946.
Les seves primeres novel·les, Les imprudents (1943) i La vie tranquille (1944), reflecteixen la influència narrativa saxona, evolucionant després cap a les formes del nouveau roman.
Es va donar a conèixer amb la publicació d'una novel·la d'inspiració autobiogràfica titulada Un barrage contre le Pacifique (1950). Les seves obres posteriors posaren en relleu, en relats curts, l'angoixa i el desig dels personatges per intentar escapar de la solitud. Amb L'amant (1984) va obtenir el Premi Goncourt, novel·la que va aconseguir un gran èxit mundial, amb un tiratge de més de tres milions i que va ser traduïda a quaranta idiomes.
La seva aportació literària consta d'una quarantena de novel·les i una dotzena de peces teatrals. La seva trajectòria dramàtica va ser reconeguda l'any 1983 per l'Acadèmia Francesa amb el Gran Premi del Teatre. Duras va escriure el guió de la pel·lícula Hiroshima mon amour (1958), dirigida per Alain Resnais. També va dirigir diverses pel·lícules, entre elles India Song i Les enfants.
La mateixa vida de l'escriptora és una novel·la sobre la qual ella ha escrit incessantment. La destrucció, l'amor, l'alienació social, són paraules clau de la seva vida, que es detecten en tota la seva obra. Una història tempestuosa, de solitud i escriptura, de paraules i de silencis, de desigs fulgurants també. Un personatge ineludible en la vida de Marguerite Duras: la seva mare. El desamor maternal va marcar tota la seva vida i va fer d'ella un personatge controvertit en què es barrejaven les exigències del cor i els capritxos del cos; impetuosa i obstinada, va tenir tants detractors com seguidors de les seves obres. Difícil de definir la seva personalitat: iracunda o dolça, genial o narcisista (Marguerite Duras, 1998, biografia escrita per Laure Adler), però cal creure-la quan assegura: «Jo sóc una escriptora, no val la pena dir res més». Perquè el món sigui suportable és necessari exorcitzar les obsessions, però l'escriptura tant les pot amagar com revelar. Llavors Duras tempteja, repeteix una vegada i una altra, cerca la paraula justa, "prova" d'escriure, com es prova d'estimar encara sabent que mai no s'aconseguirà totalment. En una ocasió digué: «Escriure és tractar de saber el que un escriuria si un escrivís».
Va morir de càncer de laringe el 3 de març de 1996 a París. Està enterrada al cementiri de Montparnasse.

## Obres escrites

### Novel·les
- Les Impudents, Plon, 1943.
- La vida tranquil·la, Edicions Sidillà, 2018 (La Vie tranquille, Gallimard, 1944).
- Un barrage contre le Pacifique, Gallimard, 1950.
- Le Marin de Gilbaltar, Gallimard, 1950.
- Des petits chevaux de Tarquinia, Gallimard, 1953.
- Des journées entières dans les arbres (inclou Le Boa, Madame Dodin i Les Chantiers), Gallimard, 1954.
- Le Square, Gallimard, 1955.
- Moderato Cantabile, Les Éditions de Minuit, 1958; traduït al català per Joan Casas, 1986 ISBN 84-350-3363-5.
- Hiroshima mon amour, Gallimard, 1960.
- L'après-midi de M. Andesmas, Gallimard, 1960.
- Le Ravissement de Lol V. Stein, Gallimard, 1964.
- Le Vice-cónsul, Gallimard, 1966.
- Détruire, dit-elle, Les Éditions de Minuit, 1969.
- Abahn Sabana David, Gallimard, 1970.
- L'Amour, Gallimard, 1971.
- Ah! Ernesto, Hatlin Quist, 1971.
- Nathalie Granger, seguit de La Femme du Gange, Gallimard, 1973. (guions publicats)
- Le Camion, seguit d'Entretien avec Michelle Porte, Les Éditions de Minuit, 1977. (guions publicats)
- Le Navire Night, seguit de Césarée, les Mains négatives, Aurélia Steiner, Mercure de France, 1979.
- Vera Baxter ou les Plages de l'Atlantique, Albatros, 1980.
- L'Homme assis dans le couloir, Les Éditions de Minuit, 1980.
- L'Eté 80, Les Éditions de Minuit, 1980.
- Outside, Albin Michel, 1981.
- L'Homme atlantique, Les Éditions de Minuit, 1982.
- La Maladie de la mort, Les Éditions de Minuit, 1982.
- L'Amant, Les Éditions de Minuit, 1984.
- La Douleur, POL, 1985.
- Les Yeux bleus Cheveux noirs, Les Éditions de Minuit, 1986.
- La Pute de la côte normande, Les Éditions de Minuit, 1986.
- La vida material, Club Editor, 2018 (La Vie matérielle, POL, 1987).
- Emily L., Les Éditions de Minuit, 1987.
- La Pluie d'été, POL, 1990.
- L'Amant de la Chine du Nord, Gallimard, 1991.
- Yann Andréa Steiner, Gallimard, 1992
- Écrire, Gallimard, 1993
- C'est tout, POL, 1995

### Articles
- Les Yeux verts, a Cahiers du Cinéma, núm. 312-313, juny de 1980, i nova edició, 1987.
- Les deux ghettos, a France Observateur, 9 de novembre de 1961, pàgs. 8-10.

### Guions
- Hiroshima, mon amour, 1959[4]
- Les Viaducs de la Seine et Oise, Gallimard, 1959.
- Théâtre I: Les Eaux et Forêts; Le Square; i La Musica, Gallimard, 1965.
- L'Amante Anglaise, Gallimard, 1967.
- Théâtre II:Suzanna Andler; Des journées entières dans les arbres; Yes, peut-être; Le Shaga; i Un homme est venu me voir, Gallimard, 1968.
- India Song, Gallimard, 1973.
- L'Eden Cinéma, Mercure de France, 1977.
- Agatha et les lectures illimitées, Les Éditions de Minuit, 1981.
- Savannah Bay, Les Éditions de Minuit, 1982; edició augmentada 1983.
- Théâtre III: La Bête dans la jungle, després H. James, adaptació de J. Lord i M. Duras; Les Papiers d'Aspern, després H. James, adaptació de M. Duras i R. Antelme; i La Danse de mort, després A. Strindberg, adaptació de M. Duras, Gallimard, 1984.
- La Musica deuxième, Gallimard, 1985.
- Le Théâtre de l'amante anglaise, Gallimard, 1991.
- Théâtre IV: Vera Baxter; L'Éden Cinéma;  Le Théâtre de l'amante anglaise; Home; i La Mouette, Gallimard, 1999.

## Filmografia
- 1966: La Musica
- 1969: Détruire, dit-elle
- 1971: Jaune le soleil
- 1972: Nathalie Granger
- 1974: La Femme du Gange
- 1975: India Song
- 1976: Des journées entières dans les arbres
- 1976: Son nom de Venise dans Calcutta désert
- 1977: Le Camion
- 1977: Les Plages de l'Atlantique
- 1978: Les Mains négatives (curtmetratge)
- 1978: Cesarée
- 1979: Aurélia Steiner (Vancouver) (curtmetratge)
- 1979: Aurelia Steiner (Melbourne) (curtmetratge)
- 1979: Le Navire Night
- 1981: Agatha et les lectures illimitées
- 1981: L'Homme atlantique
- 1982: Il Diálogo di Roma (documental)
- 1984: Les Enfants

## Premis i reconeixements
- Gran Premi del Teatre de 1983
- Premi Goncourt de 1984, per L'Amant
- Premi Austríac de Literatura Europea de 1989